# Kim Carnes
Kim Carnes (Los Angeles, 20 juli 1945) is een Amerikaans singer-songwriter.

## Carrière
Carnes begon haar carrière als een songwriter in de jaren 60 voor andere artiesten. In die tijd trad ze regelmatig op in clubs en zong in het achtergrondkoor van de Waters Sisters. In 1966 maakte ze kortstondig deel uit van The New Christy Minstrels. In 1972 bracht ze haar debuutalbum uit genaamd Rest on me. Haar tweede album bevat hoofdzakelijk eigen geschreven nummers, waarvan het nummer "You're a part of me" op nummer 35 kwam in de Billboard-hitlijsten van 1975. Een jaar later kwam het album Sailin' uit met het nummer "Love comes from unexpected places". Dit nummer won het Amerikaanse Songfestival en de prijs voor Beste compositie op het Songfestival van Tokio in 1976.
In 1980 kwam de doorbraak voor Carnes. Haar samenwerking met Kenny Rogers leidde tot het conceptalbum Gideon. De single van dat album, "Don't fall in love with a dreamer", kwam op nummer 4 in de Billboard Hot 100. Het duo werd hiervoor genomineerd voor een Grammy Award. In 1981 bracht Carnes haar album Mistaken Identity uit met het nummer "Bette Davis Eyes". Het lied kwam op nummer 1 in de Amerikaanse hitlijsten en werd de bestverkochte single van dat jaar. In Nederland kwam het nummer op de 16e plaats. Carnes ontving voor deze single in 1982 wel een Grammy Award. De prijs werd toegekend aan de schrijvers van het nummer.
Het rauwe stemgeluid van Kim Carnes wordt soms vergeleken met dat van zanger Rod Stewart.
Carnes zong mee op de wereldberoemde single "We are the world".

## Discografie

### Albums
- Rest on Me (1971)
- Kim Carnes (1975)
- Sailin' (1976)
- St. Vincent's Court (1979)
- Romance Dance (1980)
- Mistaken Identity (1981)
- Voyeur (1982)
- Café Racers (1983)
- Barking at Airplanes (1985)
- Light House (1986)
- The Classic Collection (1987) compilatiealbum
- View from the House (1988)
- Checkin' Out the Ghosts (1991)
- Gypsy Honeymoon: The Best of Kim Carnes (1993) compilatiealbum
- To Love Somebody (1996) compilatiealbum
- Live at Savoy, 1981 (1999) livealbum
- Chasin' Wild Trains (2004)
- The Best of Kim Carnes (2004) compilatiealbum
- Essential (2011) compilatiealbum

### Singles
- "More Love" (1980)
- "Bette Davis Eyes" (1981)
- "Draw of the Cards" (1981)
- "Mistaken Identity" (1981)
- "Voyeur" (1982)
- "The Universal Song" (1984)

### NPO Radio 2 Top 2000
| Nummers met noteringen in de NPO Radio 2 Top 2000 | '99  | '00  | '01  | '02  |
| ------------------------------------------------- | ---- | ---- | ---- | ---- |
| Bette Davis Eyes                                  | 1595 | 1657 | 1899 | 1862 |
| The Universal Song                                | 1994 | -    | -    | -    |

1. ↑  Een '-' betekent dat het nummer niet was genoteerd en een vetgedrukt getal geeft de hoogste notering van een nummer aan.
2. ↑  Deze tabel is bijgewerkt tot en met de laatste editie (2024).